# Línea Stalin
La Línea Stalin fue una línea de fortificaciones ubicadas a lo largo de la frontera occidental de la Unión Soviética desde el istmo de Carelia hasta las orillas del mar Negro. Las obras para su construcción comenzaron en 1926 para proteger al país de los ataques que pudieran surgir desde Occidente. La línea se compone de búnkeres de hormigón y emplazamientos de armas, algo similar a la Línea Maginot pero menos elaborada. No era una línea continua de defensa a lo largo de toda la frontera sino más bien una red de regiones fortificadas destinados a canalizar los posibles invasores en algunos corredores.

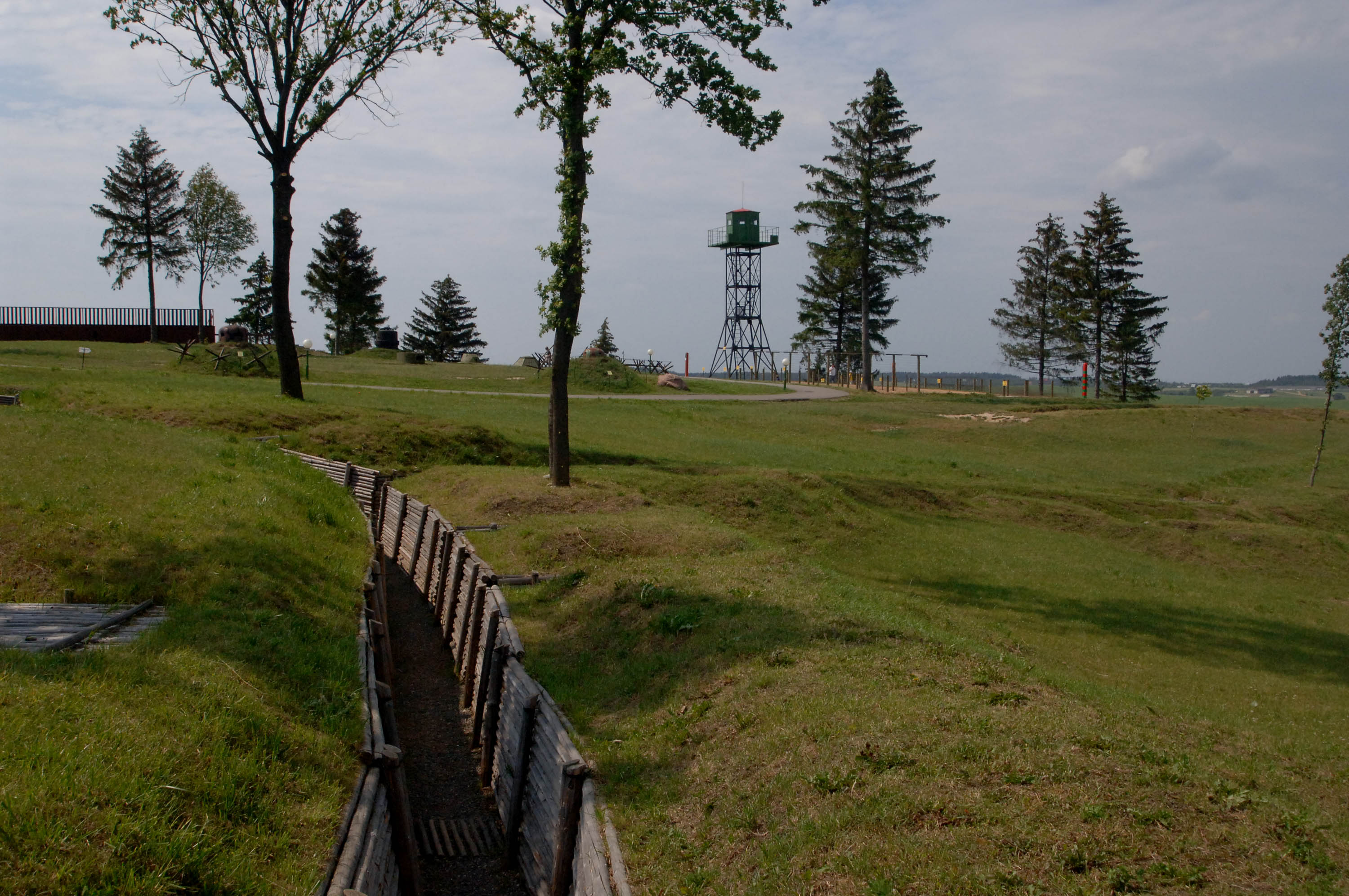
Restos de la Línea Stalin cerca de la capital bielorrusa de Minsk.

A raíz del Pacto Ribbentrop-Mólotov, con la expansión hacia el oeste de los soviéticos en 1939 y 1940 en Polonia, la región báltica y Besarabia, se tomó la decisión de abandonar la línea en pos de la construcción de la Línea Mólotov, a 300 km más hacia el oeste, a lo largo de la nueva frontera soviética. Una serie de generales soviéticos recomendó que sería mejor mantener las dos líneas activas para tener una defensa en profundidad pero dicha recomendación entraba en conflicto con la doctrina militar soviética de antes de la Segunda Guerra Mundial.
En 1941, la invasión alemana en la llamada Operación Barbarroja cogió a los soviéticos con la nueva línea sin terminar y la Línea Stalin se abandonó en gran medida y en mal estado. Tampoco era de mucha utilidad para detener el ataque, aunque determinadas partes de la línea se utilizaron a lo largo del tiempo y contribuyeron a la defensa de la Unión Soviética.
Después de la Segunda Guerra Mundial, la línea no se mantuvo debido a su gran dispersión territorial. A diferencia de Europa Occidental, donde se demolieron fortificaciones similares por razones de desarrollo y seguridad, gran parte de la línea soviética sobrevivió más allá de la disolución de la Unión Soviética en 1991. Hoy en día, los restos de las fortificaciones de la línea se encuentran en Bielorrusia, Rusia, Ucrania y posiblemente en la parte oriental de Moldavia.